# Лесноселье
Лесносе́лье (до 1945 года Тав-Даи́р; укр. Лісносілля, крымскотат. Tav Dayır, Тав Дайыр) — село в Симферопольском районе Республики Крым, входит в состав Мазанского сельского поселения (согласно административно-территориальному делению Украины — Мазанского сельского совета Автономной Республики Крым).

## Население
| 2001 | 2014 |
| ---- | ---- |
| 560  | ↘480 |

Всеукраинская перепись 2001 года показала следующее распределение по носителям языка
| Язык             | Процент |
| ---------------- | ------- |
| русский          | 74,11   |
| крымскотатарский | 18      |
| украинский       | 10      |
| другие           | 0,36    |

### Динамика численности
| - 1805 год — 298 чел. - 1864 год — 136 чел. - 1887 год — 344 чел. - 1902 год — 34 чел. - 1915 год — 130/30 чел. - 1926 год — 242 чел. | - 1939 год — 236 чел. - 1989 год — 533 чел. - 2001 год — 560 чел. - 2009 год — 541 чел. - 2014 год — 480 чел. |

## Современное состояние
В Лесноселье 8 улиц, площадь, занимаемая селом, 64,18 гектара, на которой, по данным сельсовета на 2009 год, в 196 дворах числился 541 житель. Село связано автобусным сообщением с Симферополем и соседними населёнными пунктами.

## География
Село Лесноселье расположено на востоке района, в примерно в 19 километрах (по шоссе) от Симферополя, в 7 километрах южнее шоссе 35К-003 (по украинской классификации P-23 Симферополь — Феодосия), ближайшая железнодорожная станция Симферополь — примерно в 24 километрах. Лесноселье находится в пределах Внутренней гряды Крымских гор, в густонаселённой долине реки Бештерек, высота центра села над уровнем моря 384 м. Соседние сёла: Мазанка — практически примыкающее ниже по долине, Красновка — менее 1 километра к западу, в 2 километрах выше по реке Соловьёвка и Опушки; в 2 км на восток — село Петрово Белогорского района.

## История
Впервые в исторических документах встречается в «Османском реестре земельных владений Южного Крыма 1680-х годов», согласно которому в 1686 году (1097 год хиджры) 2 жителя Даира владели участками земли на виноградниках Балбек (на территории эялета Кефе). Упоминание села встречается в Ведомости о выведенных из Крыма в Приазовье христианах от 18 сентября 1778 года Александра Васильевича Суворова, составленной уже после объявления независимости ханства от Османской империи в 1774 году, по которой из Даиры выехало четверо греков.
Судя по Камеральному Описанию Крыма… 1784 года, в последний период Крымского ханства Пашай Эли (он же Даир) входил (был центром?) в Даирский кадылык Акмечетского каймаканства. После присоединения Крыма к России (8) 19 апреля 1783 года, (8) 19 февраля 1784 года, именным указом Екатерины II сенату, на территории бывшего Крымского Ханства была образована Таврическая область и деревня была приписана к Симферопольскому уезду. После Павловских реформ, с 1796 по 1802 год, входила в Акмечетский уезд Новороссийской губернии. По новому административному делению, после создания 8 (20) октября 1802 года Таврической губернии, Тав-Даир был включён в состав Кадыкойскои волости Симферопольского уезда.
По Ведомости о всех селениях в Симферопольском уезде состоящих с показанием в которой волости сколько числом дворов и душ… от 9 октября 1805 года в деревне Даир числилось 51 двор и 298 жителей, исключительно крымских татар. На военно-топографической карте генерал-майора Мухина 1817 года Даир обозначен с 70 дворами. После реформы волостного деления 1829 года Тав-Даир, согласно «Ведомости о казённых волостях Таврической губернии 1829 года», передали из Кадыкойской волости в состав Аргинской. На карте 1836 года в деревне 80 дворов, как и на карте 1842 года
В 1860-х годах, после земской реформы Александра II, деревню приписали к Зуйской волости. В «Списке населённых мест Таврической губернии по сведениям 1864 года», составленном по результатам VIII ревизии 1864 года, числится 2 владельческие татарские деревни: Ашага-Даир с 4 дворами, 18 жителями и мечетью и Юхары-Даир — с 26 дворами, 108 жителями и 2 мечетями при речке Бештереке. По обследованиям профессора А. Н. Козловского начала 1860-х годов, жители селения «пользовались водой реки Бештерека и родниками». На трёхверстовой карте 1865—1876 года в деревне Даир 15 дворов. В 1880 году в селении действовал кирпично-черепичный завод, принадлежавший дворянину Степану Осмаловскому.
В «Памятной книге Таврической губернии 1889 года», по результатам Х ревизии 1887 года, записаны в одной строке Даир Юхары и Даир Ашага с 72 дворами и 344 жителями. Сохранился документ о выдаче ссуды неким Аргинской, Джаксон под залог имения при деревне Тав-Даир от 1892 года. По «…Памятной книжке Таврической губернии на 1902 год» в деревне Даир, входившей в Мазанское сельское общество, числилось 34 жителя в 5 домохозяйствах. В 1912 году в деревне велось строительство новых зданий медресе. По Статистическому справочнику Таврической губернии. Ч.II-я. Статистический очерк, выпуск шестой Симферопольский уезд, 1915 год, в деревне Тав-Даир (она же Меджит-Эль) Зуйской волости Симферопольского уезда числилось 25 дворов с татарским населением в количестве 130 человек приписных жителей и 30 — «посторонних», из которых 110 мужчин и 50 женщин. Жители владели 114 десятинами удобной земли. В хозяйствах имелось 32 лошади, 10 волов и 23 коровы.
После установления в Крыму Советской власти, по постановлению Крымревкома от 8 января 1921 года была упразднена волостная система и село включили в состав вновь созданного Подгородне-Петровского района Симферопольского уезда, а в 1922 году уезды получили название округов. 11 октября 1923 года, согласно постановлению ВЦИК, в административное деление Крымской АССР были внесены изменения, в результате которых был ликвидирован Подгородне-Петровский район и образован Симферопольский и село включили в его состав. Согласно Списку населённых пунктов Крымской АССР по Всесоюзной переписи 17 декабря 1926 года, в селе Тав-Даир, Мазанского сельсовета Симферопольского района, числилось 50 дворов, из них 43 крестьянских, население составляло 242 человека, из них 104 крымских татарина, 81 русский, 31 грек, 18 украинцев, 8 немцев, 4 еврея, 1 белорус, действовала татарская школа. Постановлением ВЦИК от 10 июня 1937 года был образован новый, Зуйский район и село, уже как центр Тав-Даирского сельсовета, включили в его состав. По данным всесоюзной переписи населения 1939 года в селе проживало 236 человек. По данным всесоюзной переписи населения 1939 года в селе проживало 236 человек. В период оккупации Крыма, 13 и 14 декабря 1943 года, в ходе операций «7-го отдела главнокомандования» 17 армии вермахта против партизанских формирований, была проведена операция по заготовке продуктов с массированным применением военной силы, в результате которой село Даир было сожжено и все жители вывезены в Дулаг 241.
В 1944 году, после освобождения Крыма от фашистов, согласно Постановлению ГКО № 5859 от 11 мая 1944 года, 18 мая крымские татары из Тав-Даира были депортированы в Среднюю Азию. А уже 12 августа 1944 года было принято постановление № ГОКО-6372с «О переселении колхозников в районы Крыма» и в сентябре 1944 года в район приехали первые новоселы (212 семей) из Ростовской, Киевской и Тамбовской областей, а в начале 1950-х годов последовала вторая волна переселенцев из различных областей Украины. В том же году в селе был создан совхоз «Ягодный». Указом Президиума Верховного Совета РСФСР от 21 августа 1945 года Тав-Даир был переименован в Лесноселье и Тав-Даирский сельсовет — в Лесносельский. С 25 июня 1946 года Лесноселье в составе Крымской области РСФСР, а 26 апреля 1954 года Крымская область была передана из состава РСФСР в состав УССР. После упразднения Зуйского района 24 сентября 1959 года, село включили опять в состав Симферопольского. Время включения в состав Мазанского сельсовета пока не установлено: на 15 июня 1960 года село уже числилось в его составе.
Указом Президиума Верховного Совета УССР «Об укрупнении сельских районов Крымской области», от 30 декабря 1962 года Лесноселье присоединили к Бахчисарайскому району, а 1 января 1965 года, указом Президиума ВС УССР «О внесении изменений в административное районирование УССР — по Крымской области», включили в состав Симферопольского. По данным переписи 1989 года в селе проживало 533 человека. С 12 февраля 1991 года село в восстановленной Крымской АССР, 26 февраля 1992 года переименованной в Автономную Республику Крым. С 21 марта 2014 года в составе Крыма аннексировано Россией.

## Известные уроженцы
- Джафер Гафар (1898—1938) — крымскотатарский советский писатель, поэт, журналист. Один из зачинателей пролетарской литературы татар Крыма.
- Ремзи Бурнаш (1920—1982) — советский крымскотатарский поэт и педагог.